# 김선길
김선길(金善吉, 1934년 1월 8일~2008년 5월 15일)은 대한민국의 정치인이다. 제15대 국회의원이며 국민의 정부에서 제3대 해양수산부 장관을 지냈다.

## 역대 선거 결과
|  | 28.18% |

|  | 30.52% |

|  | 43.10% |

|  | 22.62% |